# Шаховець
Шаховець (словен. Šahovec) — поселення в общині Требнє, регіон Південно-Східна Словенія, Словенія.